# Dear
Dear er et dansk rockband med Laust Sonne som frontfigur. Bandet blev etableret i 1999.

## Historie
Dear var oprindeligt tænkt som et soloprojekt fra Laust Sonnes side.
Dear udkom med debut-albummet "Nice Noizy Toys (To Scare The Ghosts Away)" i foråret 2001. I 2003 vendte han tilbage med "Billy B", navngivet efter en amerikansk Drag queen Billy Blondelle, som Laust Sonne mødte i Los Angeles. Ved udgivelsen af "Billy B" var Dear blevet et egentligt band.
Superheroes-forsanger og Junior Senior-producer Thomas Troelsen var co-producer på albummet "Billy B.".

## Diskografi
- Nice Noisy Toys (To Scare The Ghosts Away) (album) (2001)
- Billy B (album) (2003)